# Assassin's Creed (film)
Assassin's Creed is een Frans-Amerikaanse actie-avonturenfilm uit 2016, gebaseerd op de gelijknamige computerspelserie. De film is geregisseerd door Justin Kurzel en de hoofdrollen worden vertolkt door Michael Fassbender, Marion Cotillard, Michael K. Williams, Ariane Labed, Jeremy Irons en Brendan Gleeson. De film speelt zich in hetzelfde universum af als de computerspellen en is voorzien van een origineel verhaal dat de mythologie van de serie uitbreidt. Eind augustus 2015 werd begonnen met filmen en dat duurde tot januari 2016.

## Verhaal
Dankzij een revolutionaire technologie die het herbeleven van genetische herinneringen mogelijk maakt, kan Callum Lynch in de huid kruipen van zijn voorouder Aguilar de Nerha tijdens de 15e eeuw in Spanje. Callum ontdekt dat hij een afstammeling is van een mysterieus en geheim genootschap, de Assassijnen. Hij vergaart een grote hoeveelheid kennis en doet vaardigheden op die hij kan gebruiken om het in de tegenwoordige tijd op te nemen tegen de onderdrukkende en krachtige Tempeliers.

## Rolverdeling
| Acteur              | Personage                       |
| ------------------- | ------------------------------- |
| Michael Fassbender  | Aguilar de Nerha / Callum Lynch |
| Marion Cotillard    | Sophia Rikkin                   |
| Michael K. Williams | Moussa                          |
| Ariane Labed        | Maria                           |
| Jeremy Irons        | Alan Rikkin                     |
| Brendan Gleeson     | Joseph Lynch                    |
| Charlotte Rampling  | Ellen Kaye                      |
| Javier Gutiérrez    | Tomás de Torquemada             |
| Brian Gleeson       | Jongere Joseph                  |